# Toyota Aqua
Der Toyota Aqua ist ein Pkw des japanischen Automobilherstellers Toyota, bei dem ein Hybrid Synergy Drive genannter Benzin/Elektro-Hybridantrieb zum Einsatz kommt. In erster Generation wurde das Fahrzeug auf dem globalen Markt als Toyota Prius c (das c steht für „city“) angeboten. Die zweite Generation ist nur noch auf dem japanischen Heimatmarkt erhältlich. In Europa war der Kleinwagen nicht erhältlich. Die Produktion erfolgt in Kanegasaki (Iwate).
Der Prius c war das dritte Mitglied der Prius-Familie, übernahm den Hybridantrieb aber aus dem Toyota Yaris. Bis zur Einführung der vierten Prius-Generation Anfang 2016 galt der Prius c bei der EPA als das effizienteste Hybridfahrzeug unter den Nicht-Plug-in-Hybriden.

## NHP10 (2011–2021)

### Prius c concept
Auf der North American International Auto Show 2011 in Detroit präsentierte Toyota mit dem Prius c concept ein Konzeptfahrzeug der Öffentlichkeit. Toyota erklärte, dass das c für „city“-centric stehe und das Fahrzeug eine jüngere Zielgruppe ohne Familien ansprechen solle.

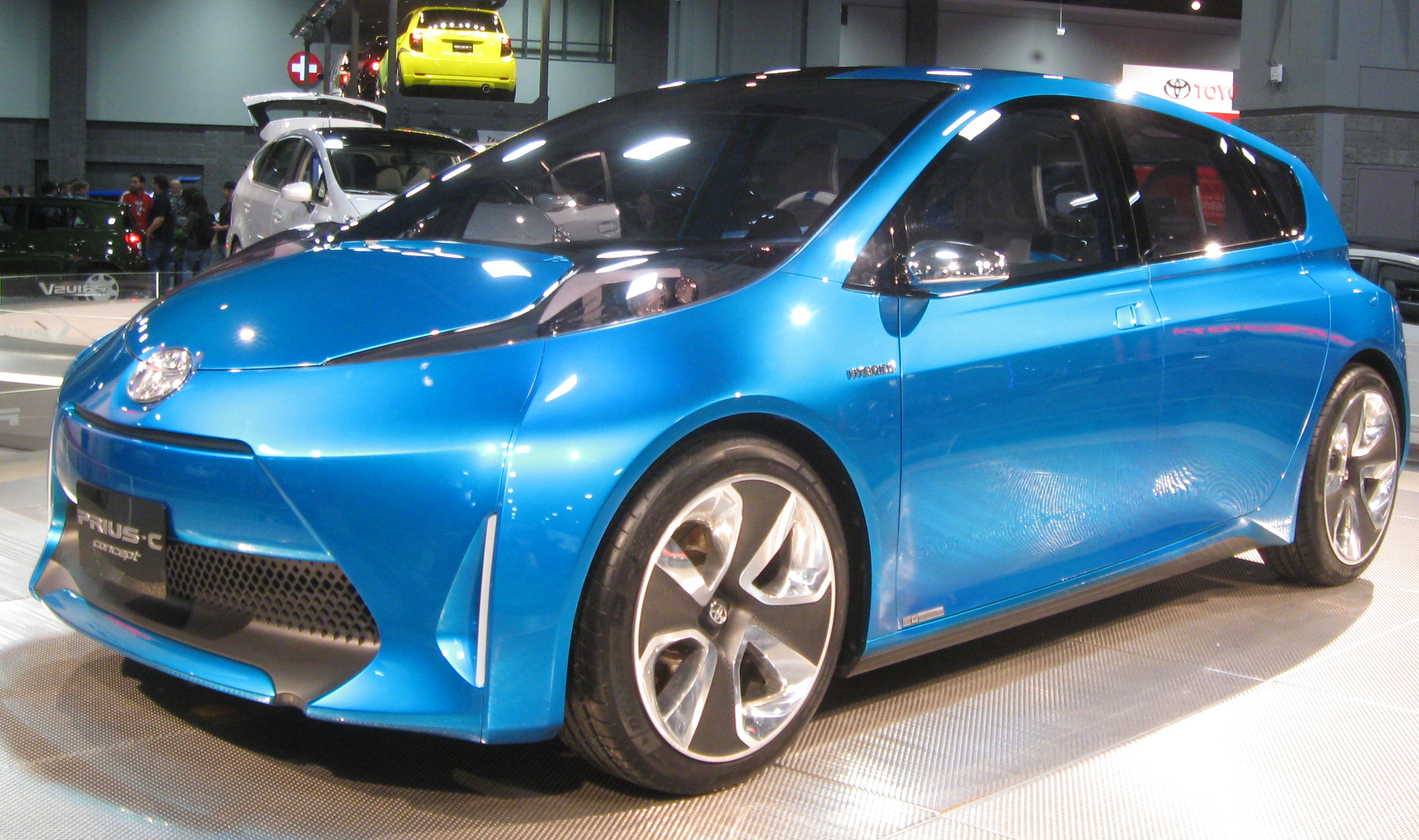
Prius c concept (2011)

### Serienfahrzeug
Das Serienfahrzeug des Aqua wurde auf der Tokyo Motor Show 2011 der Öffentlichkeit präsentiert, die Serienversion des Prius c feierte auf der North American International Auto Show in Detroit im Januar 2012 ihre Weltpremiere. Der Verkauf des Aqua startete in Japan noch im Dezember 2011, der Prius c folgte in den Vereinigten Staaten und in Kanada im März 2012.
Auf der Los Angeles Auto Show 2014 präsentierte Toyota eine überarbeitete Version, die 2015 auf den Markt kam. Ab 2017 wurde das Fahrzeug in einem Crossover-Look verkauft. Außerdem wurde der Aqua in Japan ab September 2017 als Gazoo-Racing-Variante angeboten.
2013 und 2014 war der Aqua das meistverkaufte Fahrzeug in Japan. Über 80 Prozent des Hybridfahrzeugs wurden für den japanischen Markt gefertigt.

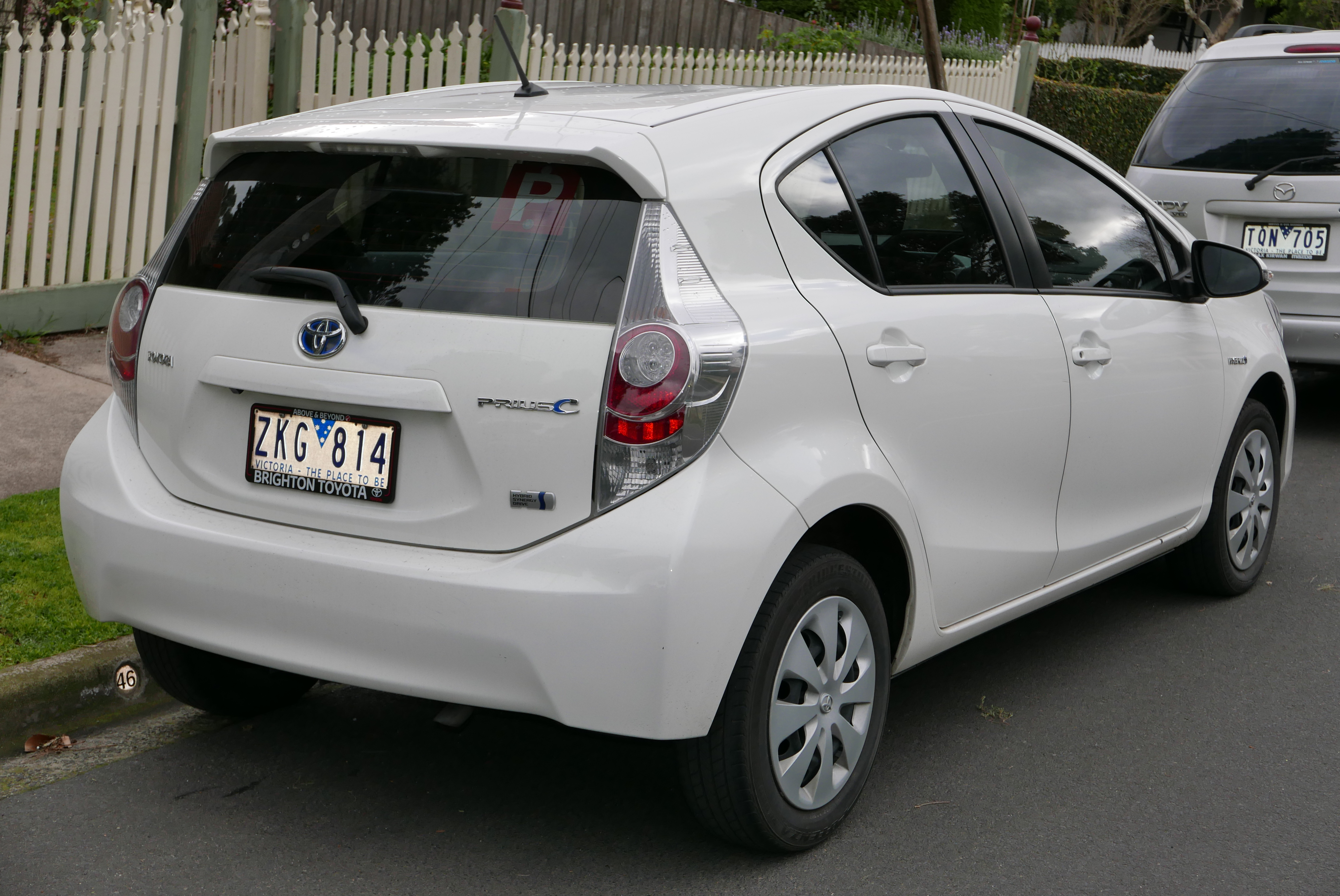
Heckansicht
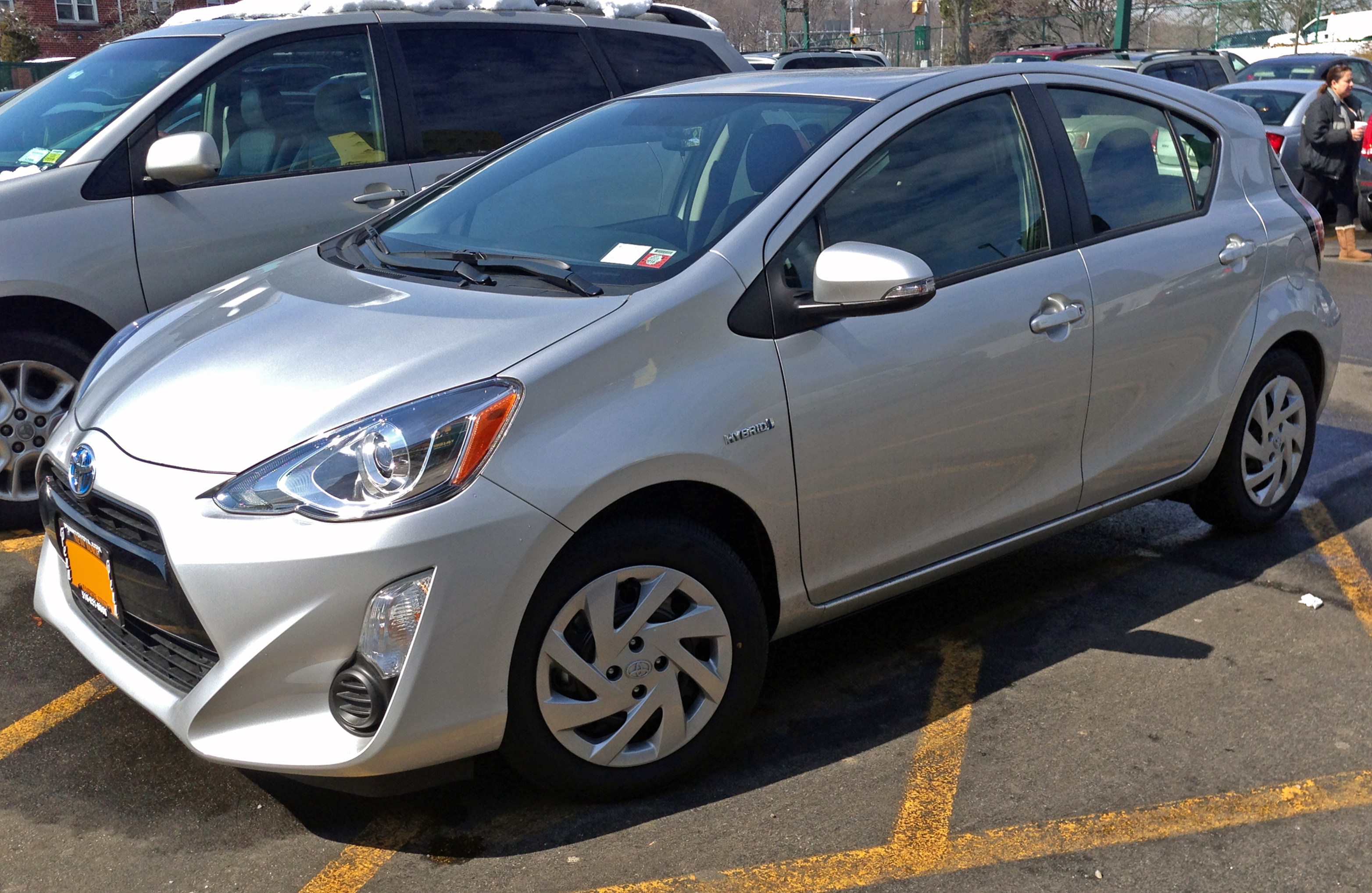
Toyota Prius c (2015–2017)
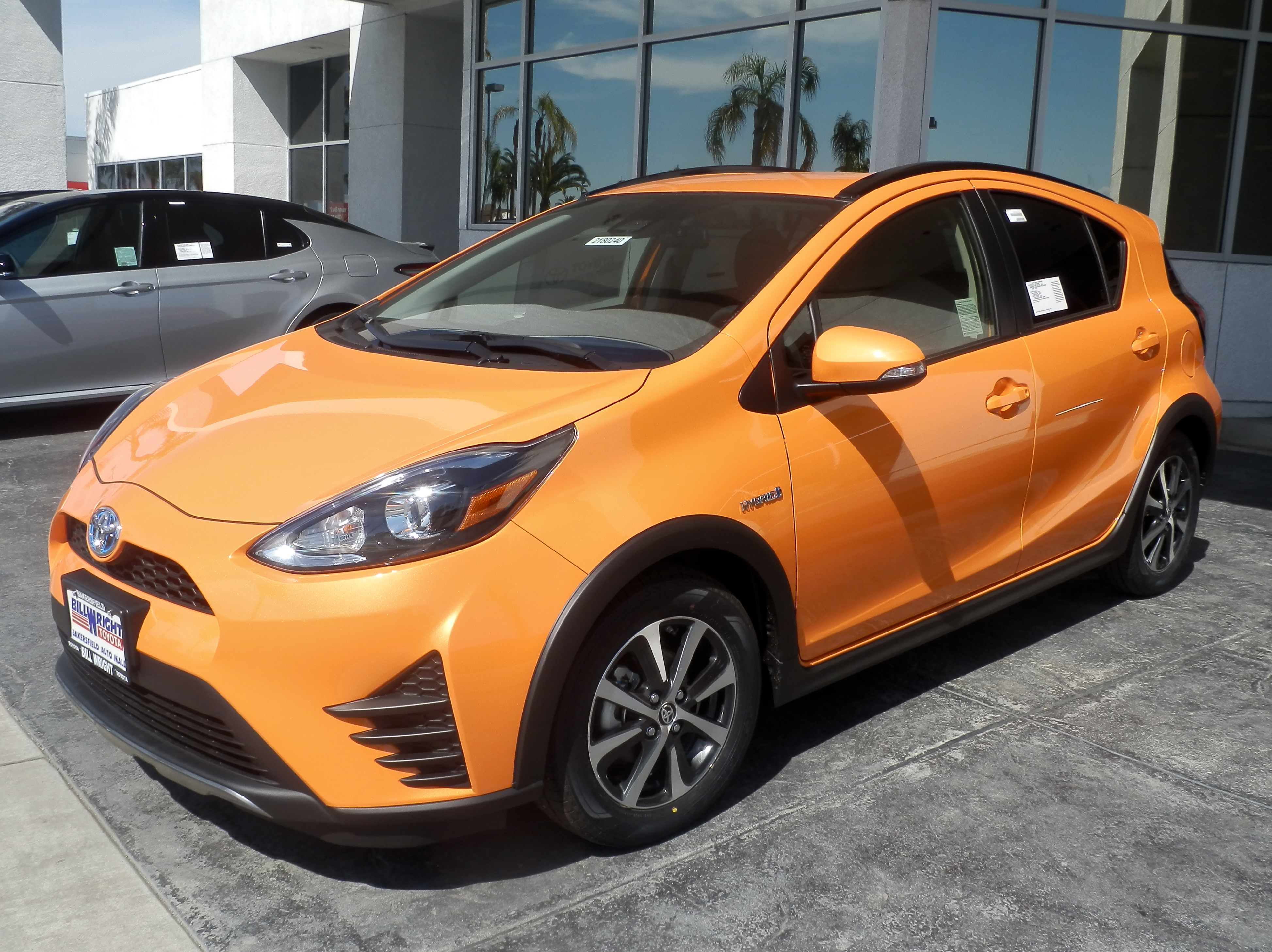
Toyota Prius c (2017–2021)
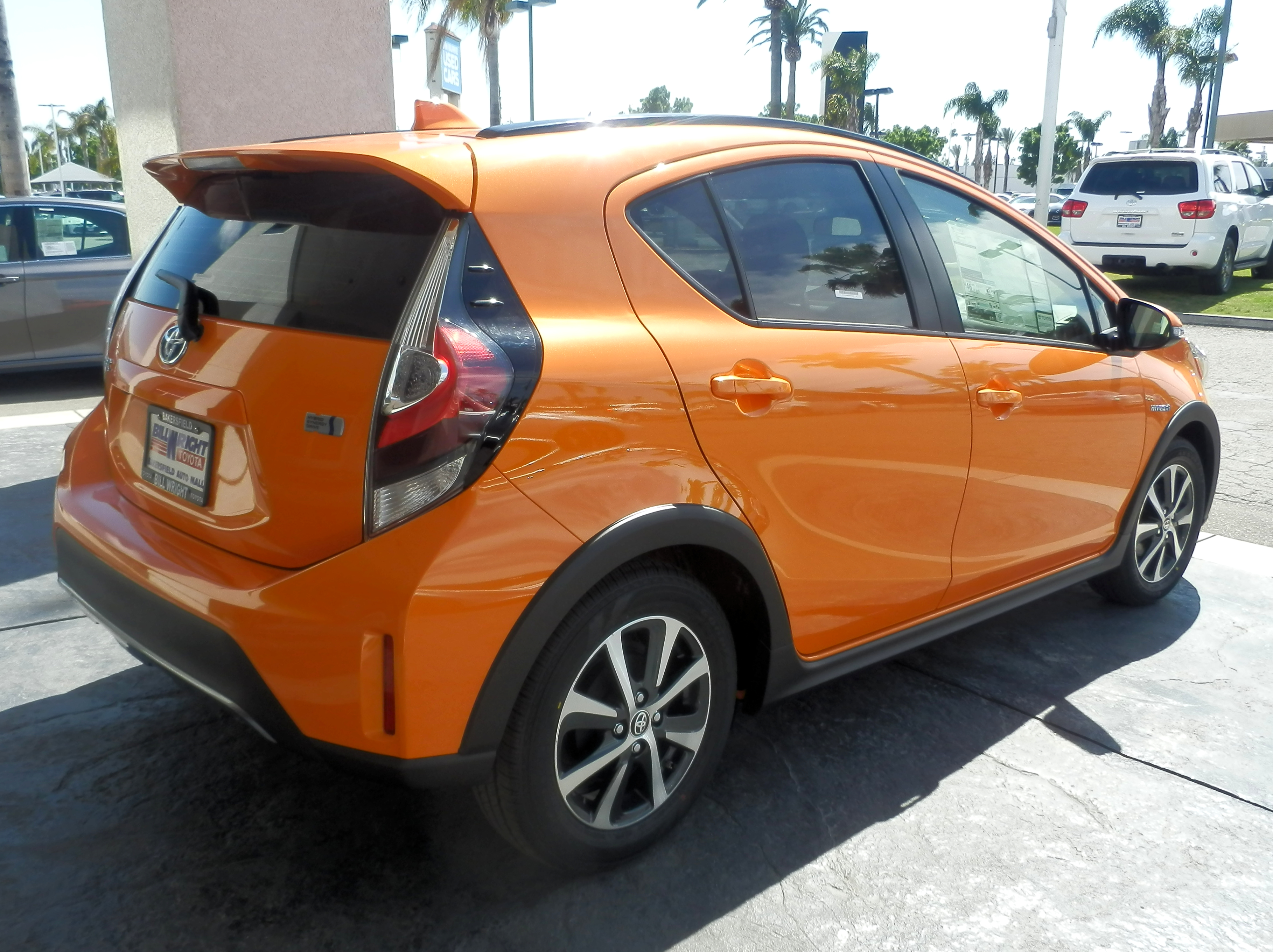
Heckansicht
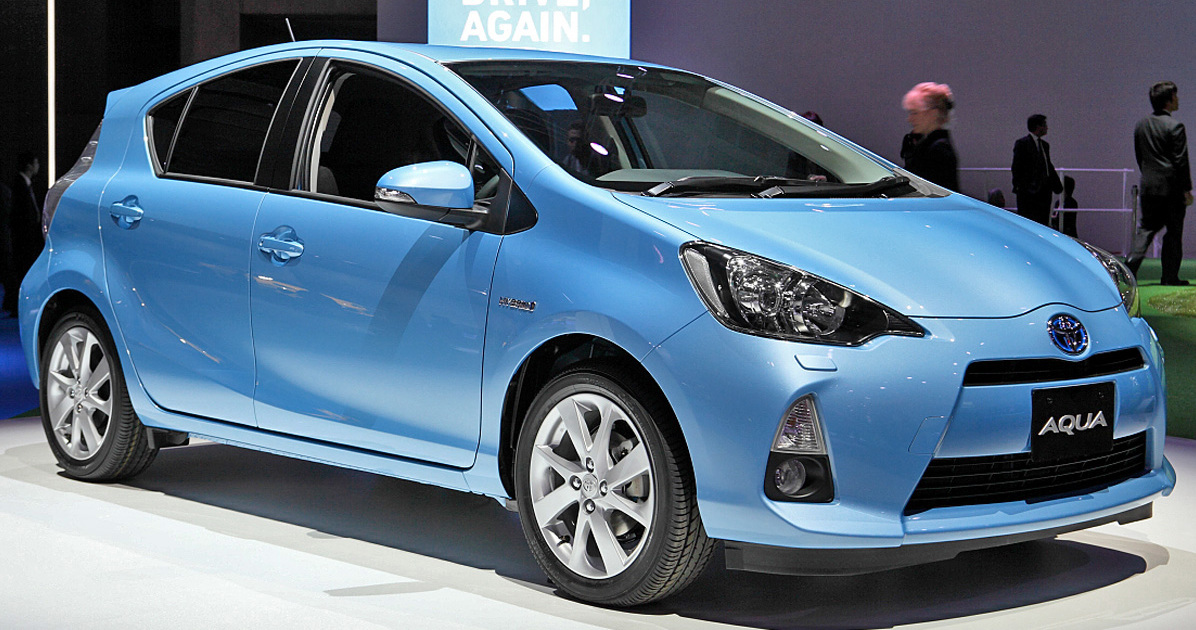
Toyota Aqua (2011–2015)
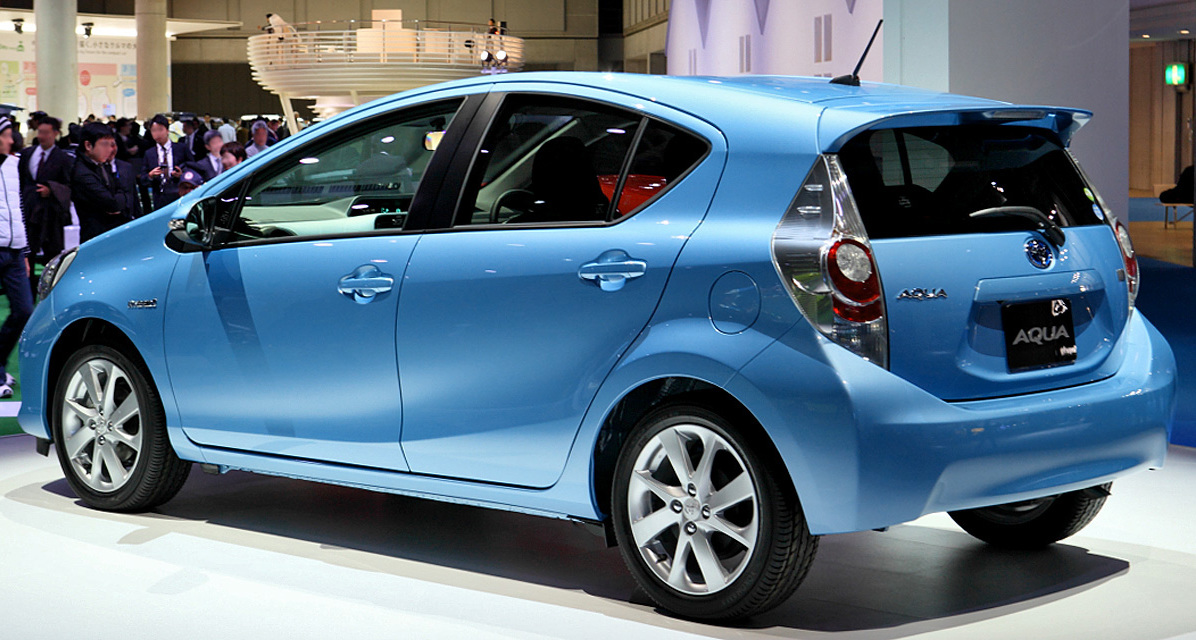
Heckansicht
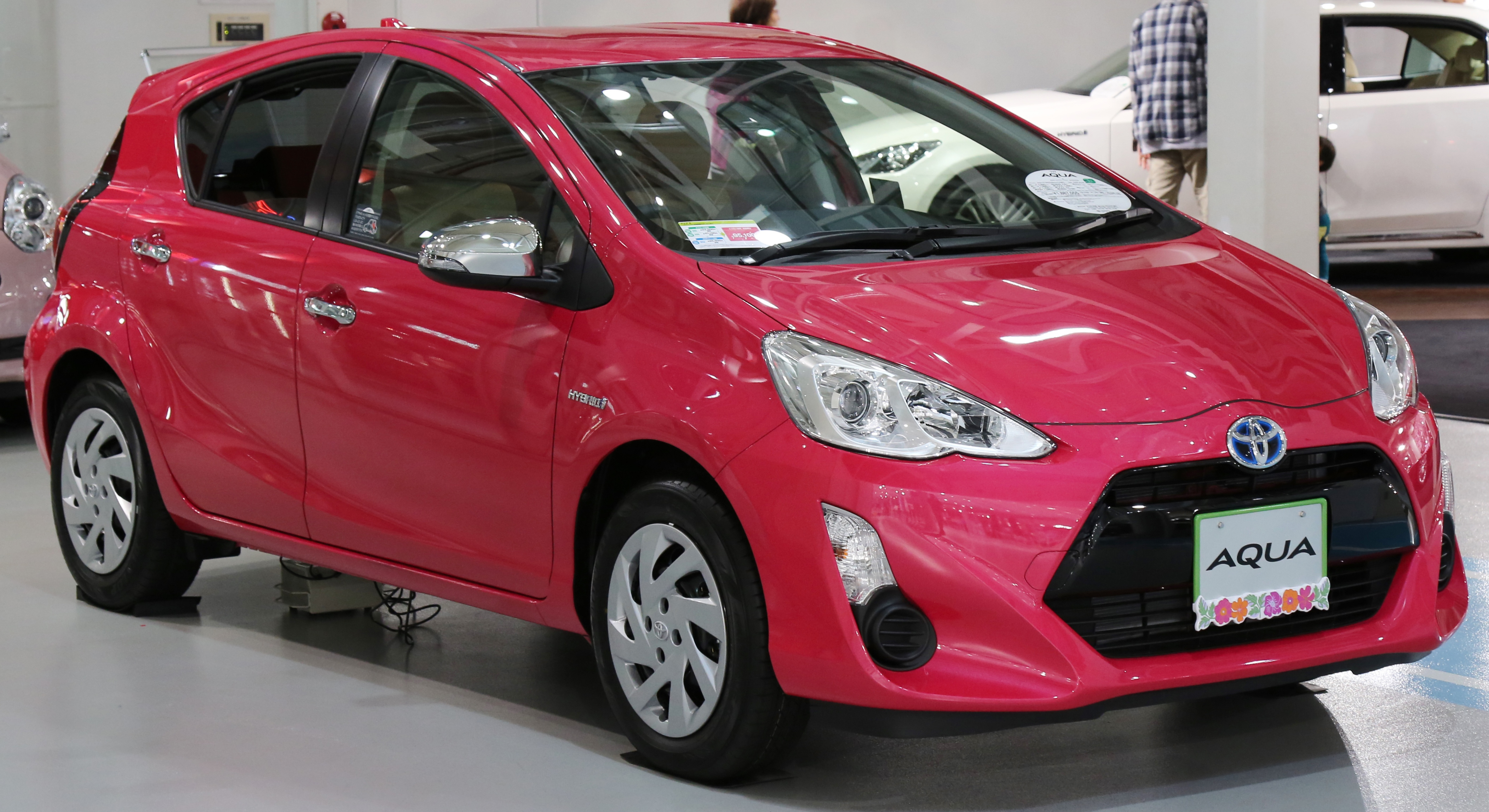
Toyota Aqua (2015–2017)
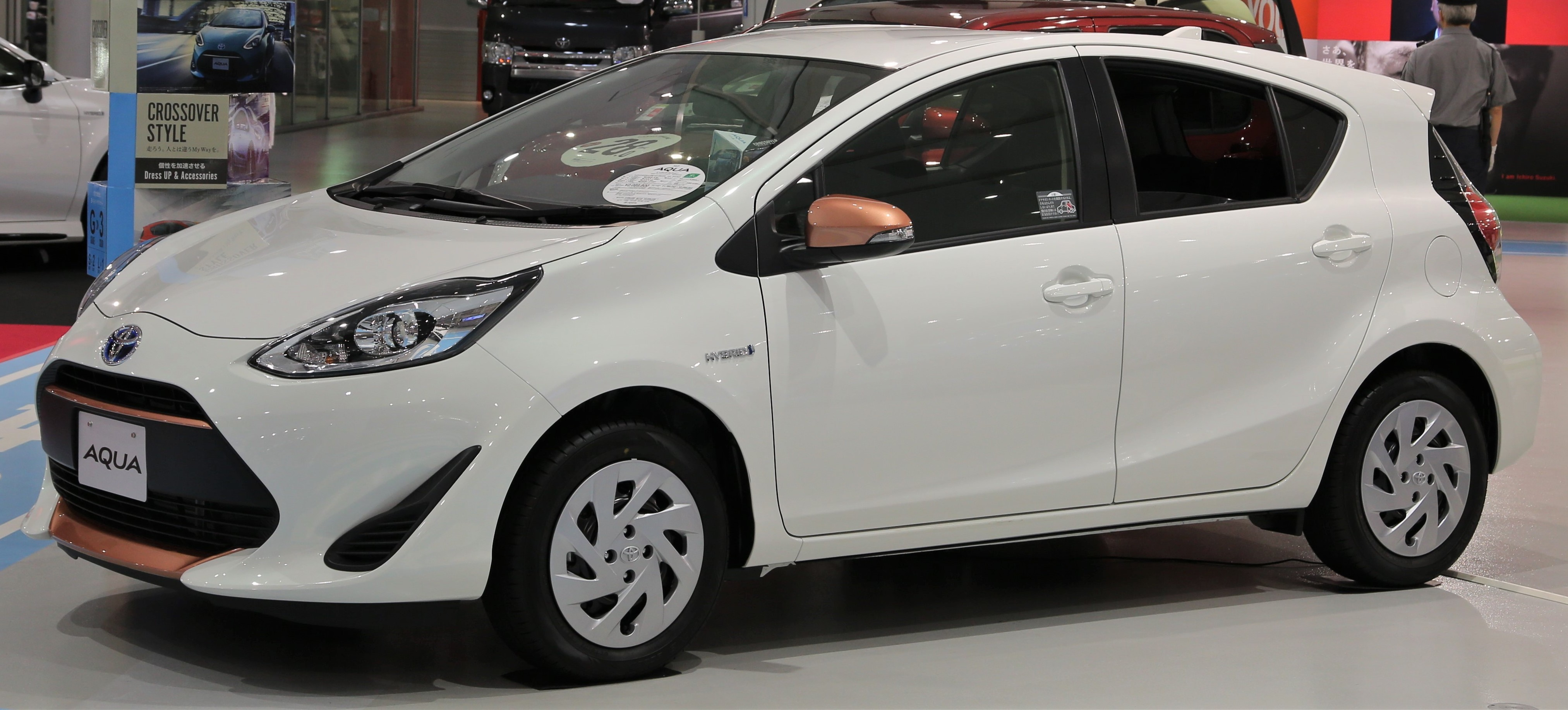
Toyota Aqua (2017–2021)
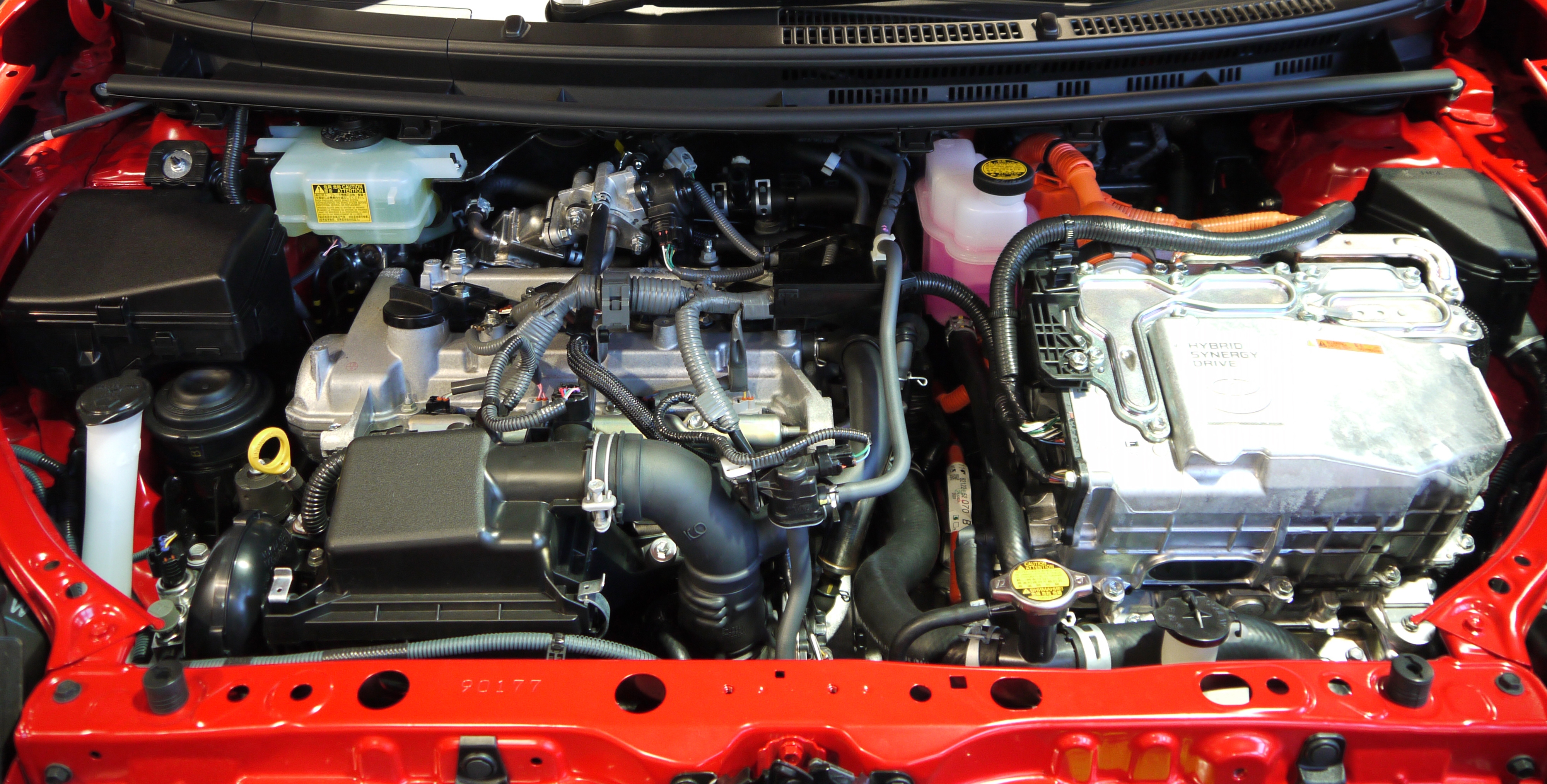
Motorraum
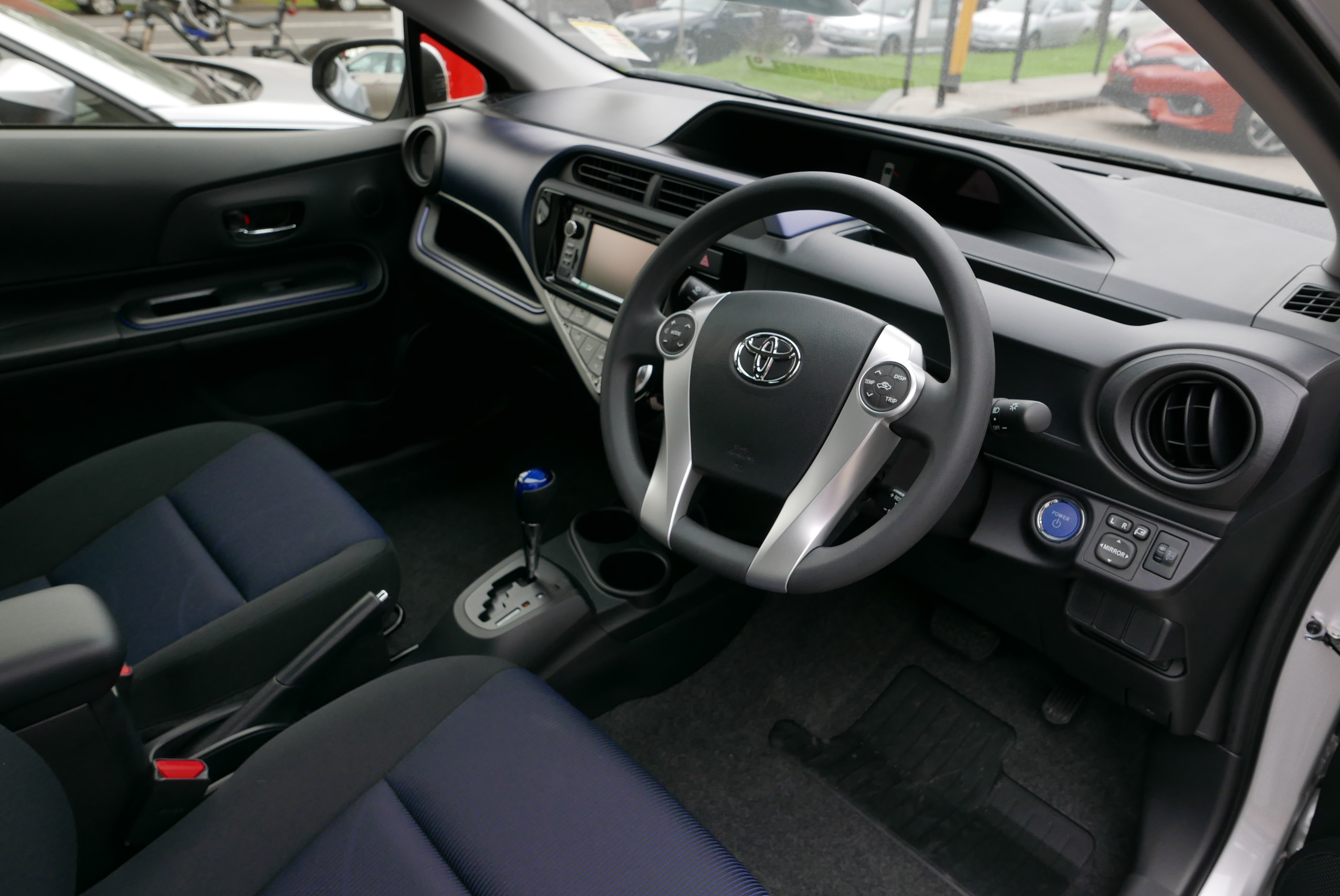
Innenraum
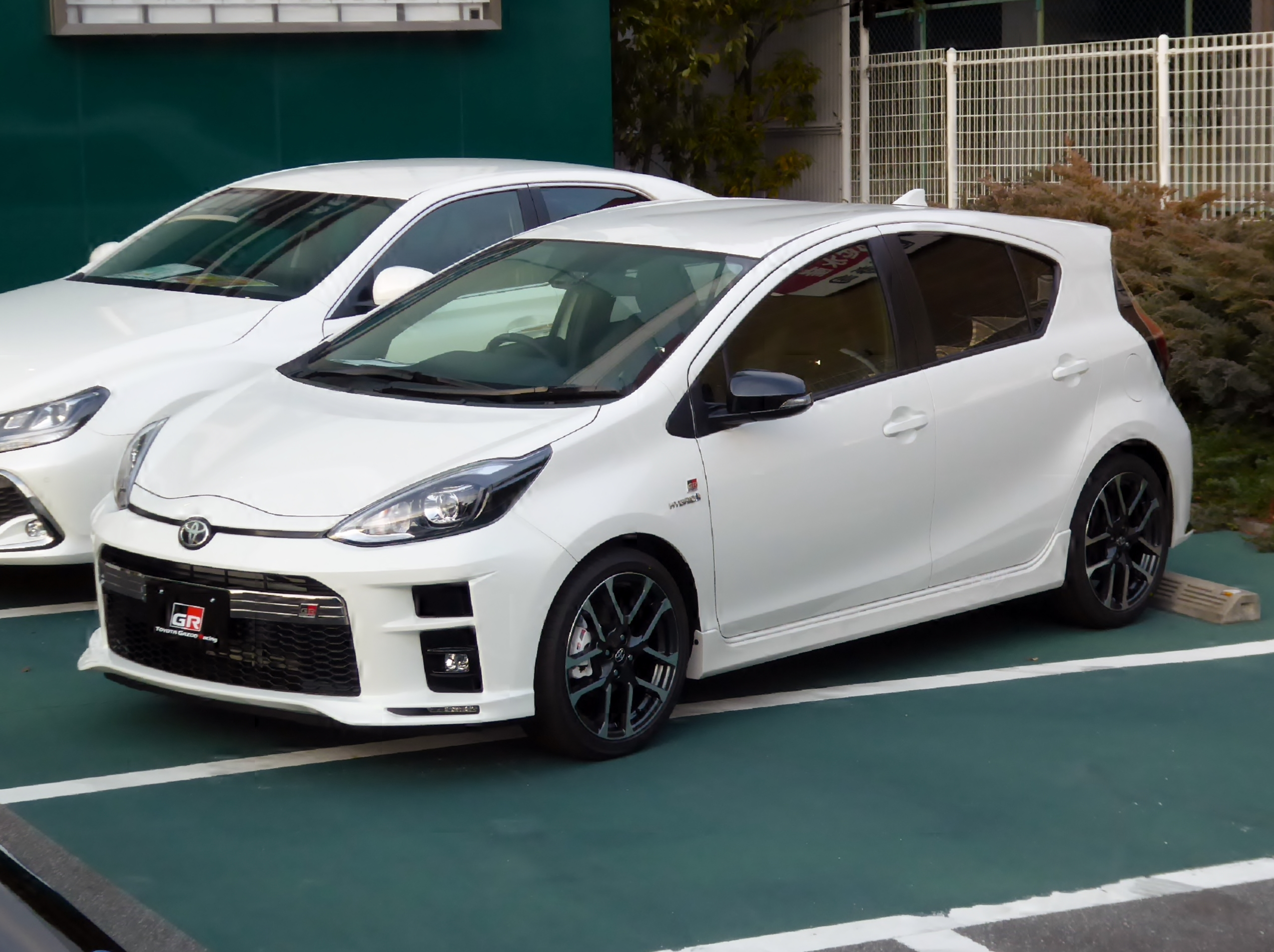
Toyota Aqua GR (2017–2021)

#### Technische Daten
|                                             | Prius c 1.5 VVT-i           |
| Bauzeitraum                                 | 03/2012–07/2021             |
| Motorkenndaten                              |                             |
| Motortyp                                    | R4-Ottomotor + Elektromotor |
| Hubraum                                     | 1497 cm³                    |
| max. Leistung Ottomotor                     | 55 kW (74 PS) bei 4800/min  |
| max. Leistung Elektromotor                  | 45 kW (61 PS)               |
| max. Systemleistung                         | 74 kW (100 PS)              |
| max. Drehmoment Ottomotor                   | 111 Nm bei 4000/min         |
| max. Drehmoment Elektromotor                | 169 Nm                      |
| Kraftübertragung                            |                             |
| Antrieb, serienmäßig                        | Vorderradantrieb            |
| Getriebe, serienmäßig                       | Planetengetriebe            |
| Messwerte                                   |                             |
| Höchstgeschwindigkeit                       | 170 km/h                    |
| Beschleunigung, 0–100 km/h                  | 12,1 s                      |
| Kraftstoffverbrauch auf 100 km (kombiniert) | 3,9 l Super                 |
| CO2-Emissionen (kombiniert)                 | 90–91 g/km                  |
| Leergewicht                                 | 1100–1140 kg                |
| Tankinhalt                                  | 36 l                        |

## XP210 (seit 2021)

### Serienfahrzeug
Auch die zweite Generation der Baureihe, die im Juli 2021 vorgestellt wurde, übernimmt den Hybridantrieb wieder aus dem Yaris. Allerdings nutzen die Akkuzellen im Aqua gasförmigen Wasserstoff als aktives Material und haben bipolare Elektroden. Dadurch können mehr Zellen in den baulich gleich großen Akku integriert werden, wodurch der Kraftstoffverbrauch reduziert werden kann. Toyota gibt für die Einstiegsvariante nach WLTP im kombinierten Zyklus einen Verbrauch von 2,8 l/100 km an. Gegen Aufpreis ist das Fahrzeug mit One-Pedal-Driving oder auch mit Allradantrieb erhältlich. Gegenüber dem Vorgängermodell wurden die Fahrerassistenzsysteme erweitert. Obwohl meist nur bei Elektroautos verfügbar, ermöglicht der Aqua bidirektionales Laden. Insgesamt stehen vier Ausstattungslinien zur Wahl.
Wie der Yaris basiert der Kleinwagen auf der B-Skalierung der TNGA-Plattform. Erhältlich ist er nur noch in Japan. Im November 2022 debütierte die sportlicher gestaltete Ausstattungsvariante GR Sport.

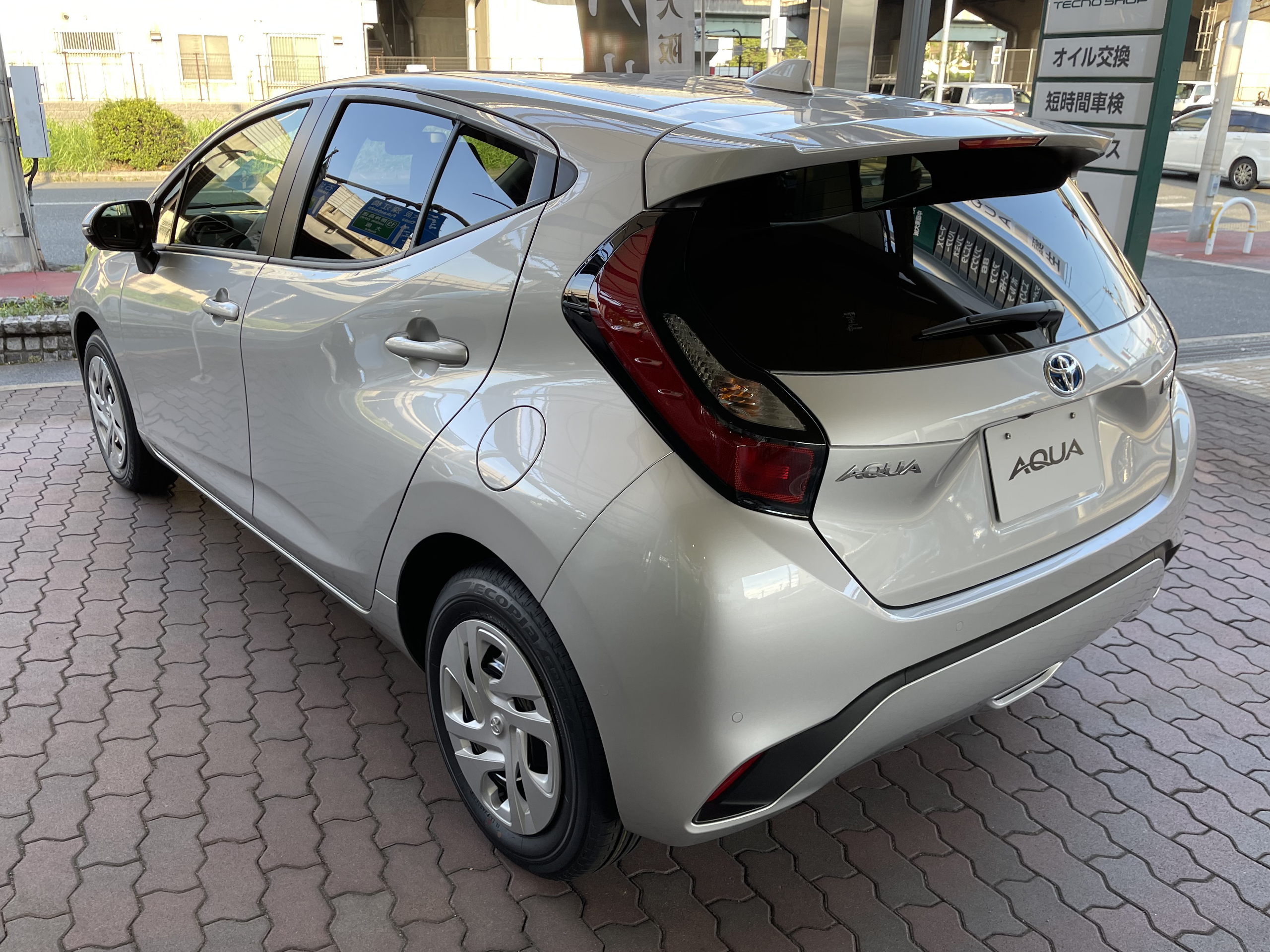
Heckansicht
Innenraum
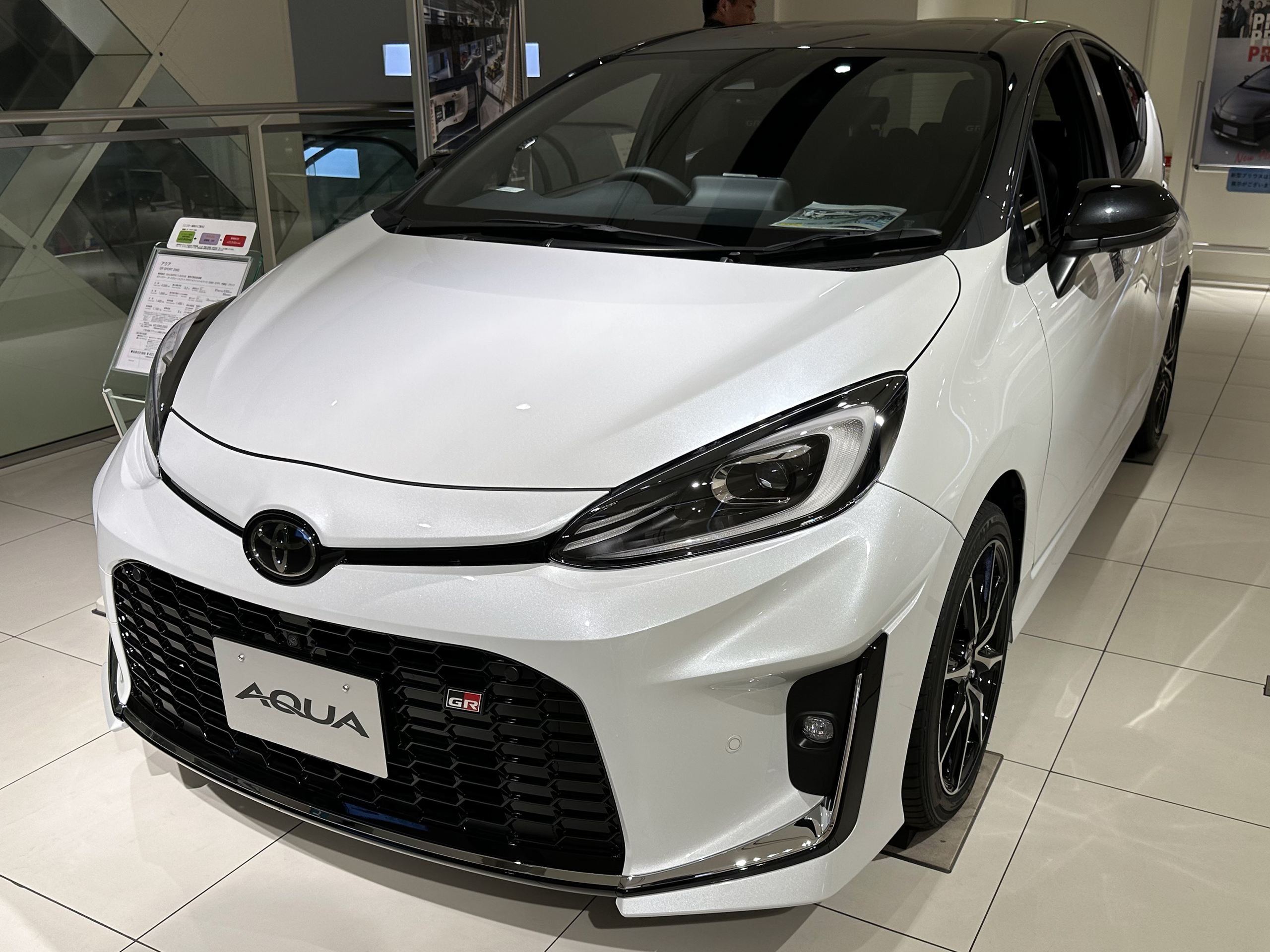
Toyota Aqua GR Sport (seit 2022)

#### Technische Daten
|                                             | Aqua 1.5                                    |
| Bauzeitraum                                 | seit 07/2021                                |
| Motorkenndaten                              |                                             |
| Motortyp                                    | R4-Ottomotor + Elektromotor                 |
| Hubraum                                     | 1490 cm³                                    |
| max. Leistung Ottomotor                     | 67 kW (91 PS) bei 5500/min                  |
| max. Leistung Elektromotor                  | 59 kW (80 PS)                               |
| max. Systemleistung                         | 85 kW (116 PS)                              |
| max. Drehmoment Ottomotor                   | 120 Nm bei 3800–4800/min                    |
| max. Drehmoment Elektromotor                | 141 Nm                                      |
| Kraftübertragung                            |                                             |
| Antrieb, serienmäßig                        | Vorderradantrieb                            |
| Antrieb, optional                           | Allradantrieb                               |
| Getriebe, serienmäßig                       | Überlagerungsgetriebe mit Planetenradsätzen |
| Messwerte                                   |                                             |
| Höchstgeschwindigkeit                       | k. A.                                       |
| Beschleunigung, 0–100 km/h                  | k. A.                                       |
| Kraftstoffverbrauch auf 100 km (kombiniert) | 2,8–3,3 l Super                             |
| Leergewicht                                 | 1080–1230 kg                                |
| Tankinhalt                                  | 36 l                                        |